# Calliotropis denticulus
Calliotropis denticulus là một loài ốc biển, là động vật thân mềm chân bụng sống ở biển thuộc họ Calliotropidae.